# Fédération du Soudan de football

Ancien logo

La Fédération du Soudan de football (Sudan Football Association (en) SFA) est une association regroupant les clubs de football du Soudan et organisant les compétitions nationales et les matchs internationaux de la sélection du Soudan.
La fédération nationale du Soudan est fondée en 1936. Elle est affiliée à la FIFA depuis 1948 et est membre de la CAF depuis 1957.